# Universita 17. listopadu
Universita 17. listopadu (zkratka USL) byla československá vysoká škola zřízená původně pro zahraniční studenty ze států Afriky, Asie a Latinské Ameriky, které byly dříve evropskými koloniemi. 

## Historie
Byla zřízena vládním nařízením ze dne 15. září 1961 (108/1961) a začala fungovat v září téhož roku jako (vedle Univerzity družby národů Patrice Lumumby v Moskvě a Herderova institutu při Univerzitě Karla Marxe v Lipsku) v pořadí třetí vysoká škola ve východním bloku, která měla za cíl pomocí stipendií získávat studenty ze zemí Třetího světa a promarxisticky na ně působit. 
Na univerzitě studovali především palestinští Arabové, školení pro "boj proti světovému sionismu".
K univerzitě náležela mj. menza a kolej Kajetánka, kterou po zrušení USL roku 1974 do správy převzala Univerzita Karlova. USL bývá někdy označována jako „teroristická přípravka“.
Později zde byl zřízen i obor překladatelství a tlumočnictví pro české studenty, kteří měli na zahraniční studenty „výchovně působit“. USL měla nejprve tři, později jen dvě fakulty; disponovala množstvím školicích středisek (od roku 1967 Zahrádky u České Lípy (v budově nového zámku; zde se podle svědectví pamětníka česky skutečně učil Mireček z filmové série Básníci), dále Dobruška, Holešov, Poděbrady, Mariánské Lázně aj., na Slovensku Senec u Bratislavy a Herľany). 
Vzhledem k vysokým nákladům na provoz a jejich nejisté a zpochybňované návratnosti byla škola roku 1974 zrušena, přičemž některá její pracoviště byla převedena na FF UK (translatologie) nebo VŠE.
Rektorem byl prof. dr. Jaroslav Martinic, prof. JUDr. Otakar Taufer, CSc., (1909–81, bratr Jiřího Taufera, básníka a ideologa). Kvestorem univerzity byl Ing. Alois Boleslavský (1927–1983).

## Náklady spojené se studiem, stipendia
Naprostá většina studentů byli stipendisté – jejich studium bylo placeno univerzitou. Pregraduálním studentům bylo vypláceno stipendium ve výši 800 Kčs měsíčně, postgraduálním studentům 1200 Kčs měsíčně.

## Tituly
Absolventi studia v anglickém nebo francouzském jazyce získávali „též diplomy v těchto jazycích (s označením M. A., resp. Licencié ès Lettres, Diplôme d'études supérieures)“ v oboru společenské vědy. Absolventi postgraduálního studia získávali titul PhDr. Toto postgraduální studium trvalo zpravidla 1–2 roky.

## Vyučující
- Josef Václav Bečka (1903–1992, na USL učil do svého penzionování roku 1970)[20][21] – přední český stylistik
- Karel Šprunk[22] (1962–1971)[23]
- doc. dr. Josef Dubský[24]
- Josef Forbelský[25]
- doc. dr. Vlastimil Pařízek, CSc. (pedagog, na starosti měl „rozvoj vzdělávacích soustav“)[26]
- prof. dr. Ivan Poldauf[24]
- doc. dr. Vladislav Svěrák, CSc. (ekonomie)[26]
- Jan Podroužek, ředitel ÚJOP[27]
- doc. Zdenka Volavková, CSc. (dějiny mimoevropských umění)
- Yvonne Šebesťáková
- Miloš Kaláb (1920–1994) – marxleninský filosof a sociolog, děkan společenskovědní fakulty USL[28]

## Studenti
- Sylvie Richterová (studovala USL a FF UK, studia dokončila v Římě)[29]